# Gigamic
Gigamic est un éditeur français de jeux de société créé en 1991 à Wimereux (Pas-de-Calais) par Stéphane, Ludovic, et Jean-Christophe Gires.

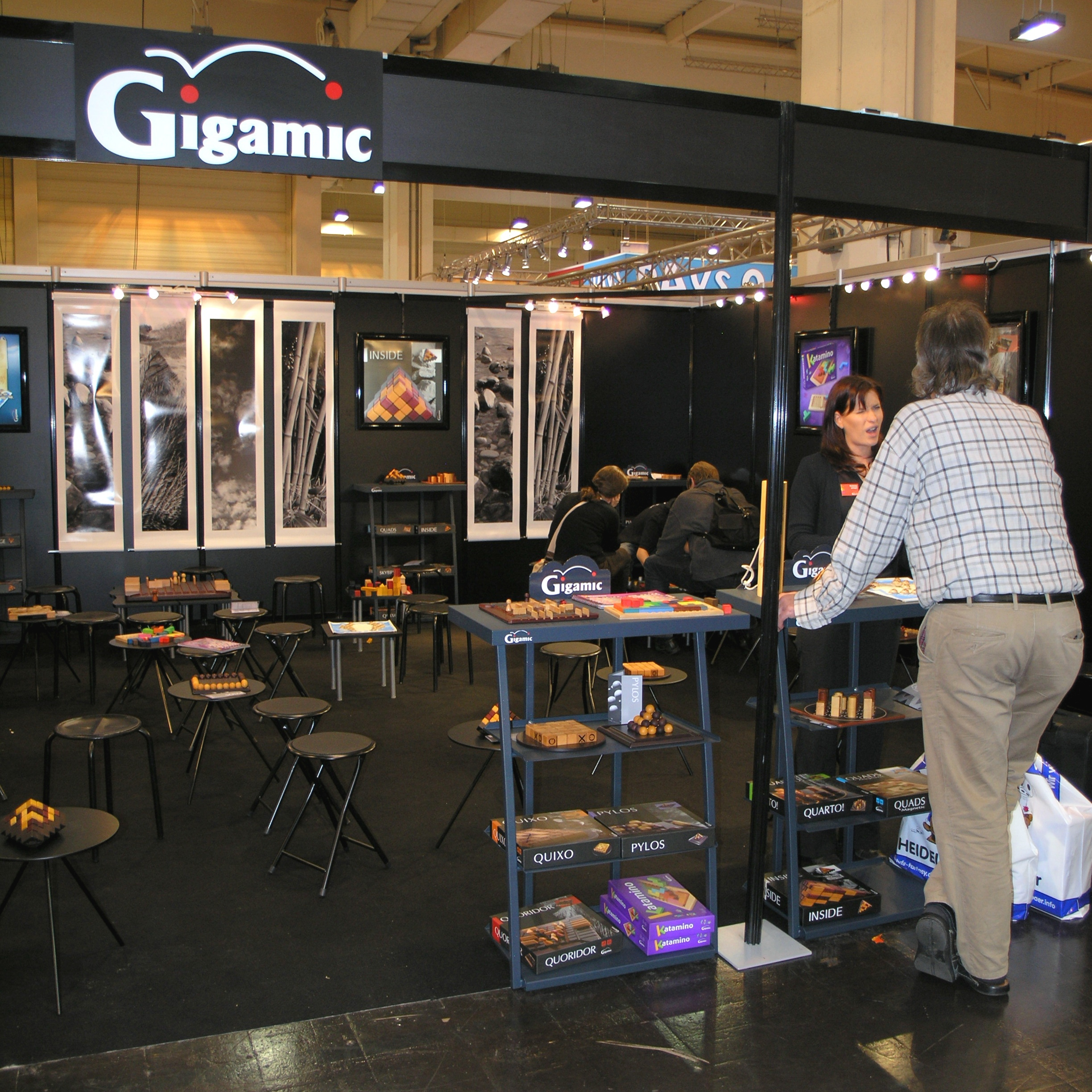
Essen Spiel 2008

## Histoire
D'abord spécialisé dans le développement de jeux combinatoires abstraits (Quarto, Quoridor…), Gigamic se diversifie progressivement à partir de 1996 dans les petits jeux familiaux, en partie par développement interne, mais surtout par la traduction de jeux d'éditeurs étrangers (Amigo, Zoch, Drei Magier Spiele…).

Gigamic est son propre distributeur en France depuis 2003.
À l'étranger, Gigamic vend généralement ses jeux sous sa propre marque, par l'intermédiaire de distributeurs locaux.
À partir de 2012, Gigamic s'étend également vers le marché des joueurs connaisseurs en traduisant des jeux experts d'éditeurs étrangers (Trajan, Descendance, Keyflower, Roll for the Galaxy…).

Gigamic est aujourd'hui présent sur la plupart des segments du jeu de société.
Depuis janvier 2019, Gigamic a été racheté par Hachette Livre et a développé une branche diffusion en distribuant les jeux Hachette Boardgames des studios partenaires.

## Quelques jeux développés par Gigamic

### Jeux abstraits
- Quarto, 1991, Blaise Muller - As d'or Jeu de l'année  1992, Mensa Select Mind Games  1993
- Pylos ou Pyraos, 1994, David G. Royffe - Mensa Select Mind Games  1994
- Quixo, 1995, Thierry Chapeau - Mensa Select Mind Games  1995
- Quoridor, 1997, Mirko Marchesi - Mensa Select Mind Games  1997, Games Magazine Awards  1998
- Squadro, 2018, Adrián Jiménez Pascual - Grand Prix du Jouet 2019
- Quantik, 2019, Nouri Khalifa
- Qawale, 2022, Romain Froger et Didier Lenain Bragard

### Jeux familiaux
- Marrakech, 2007, Dominique Ehrhard - As d'or Jeu de l'année  2008
- Wazabi, 2013, Guilhem Debricon
- Galèrapagos, 2017, Laurence et Philippe Gamelin - Grand Prix du jouet 2018 jeu de stratégie
- La Maison des Souris, 2020, Théo Rivière et Élodie Clément- Nomination As d'Or enfant 2021 - Grand Prix du jouet 2021 jeu famille et coup de cœur du jury

## Quelques jeux distribués par Gigamic

### Jeux abstraits
- Cathedral, 1987, Robert Peter Moore
- Tantrix, 1994, Mike McManaway
- GIPF, 1997, Kris Burm
- TAMSK, 1999, Kris Burm
- ZÈRTZ, 2000, Kris Burm - Mensa Select Mind Games  2000
- DVONN, 2001, Kris Burm - Mensa Select Mind Games  2002, International Gamers Awards  deux joueurs 2002, Games Magazine Awards  2003
- YINSH, 2003, Kris Burm - Mensa Select Mind Games  2004, Sceau d'excellence Option consommateurs  2006
- PÜNCT, 2005, Kris Burm

### Jeux familiaux
- 6 qui prend !, 1994, Wolfgang Kramer - Deutscher Spiele Preis  1994, Mensa Select Mind Games  1996
- Le Grand Dalmuti, 1995, Richard Garfield - Mensa Select Mind Games  1995
- Batik, 1997, Kris Burm - As d'or Jeu de l'année  1997
- Bohnanza, 1997, Uwe Rosenberg
- Villa Paletti, 2002, Bill Payne - Spiel des Jahres  2002
- Saboteur, 2004, Frédéric Moyersoen - Prix du public du jeu de Saint-Herblain  2005
- Niagara, 2004, Thomas Liesching - Spiel des Jahres  2005, Mensa Select Mind Games  2005
- Zatre, 2005 (réédition), Manfred Shüling - As d'or Jeu de l'année  1998
- Klask, 2015, Mikkel Bertelsen - Prix du jury Spiel des Jahres 2017

### Jeux enfants
- Gare à la toile, 2015[4], Roberto Fraga - Kinderspiel des Jahres 2015

## Sources
- site internet BoardGameGeek : https://boardgamegeek.com/boardgamepublisher/155/gigamic
- site internet Tric Trac : https://www.trictrac.net/repertoire/industry/gigamic